# Operace Bernhard
Operace Bernhard (někdy nazývaná též Akce Bernhard) je v dějinách dosud největší známý případ padělání bankovek a dokumentů. Došlo k němu během druhé světové války ze strany nacistického Německa.

## Průběh operace

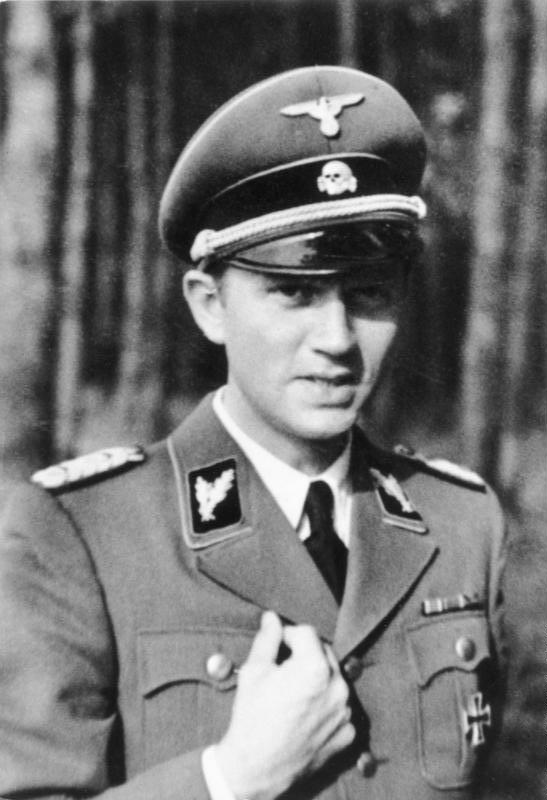
Walter Schellenberg

Tehdejší šéf Sicherheitsdienstu Walter Schellenberg pojmenoval operaci podle velitele operace, Sturmbannführera Bernharda Krügera. Speciální papír pro padělání pocházel z továrny na papír v obci Spechthausen v zemském okrese Oberbarnim v kraji Braniborsko. Tato továrna vyráběla od roku 1874 do roku 1945 papír téměř pro všechny říšské bankovky, cenné papíry, akreditivy, akcie, šeky atd. Tisk falešných bankovek a dalších dokumentů se prováděl severně od Berlína v koncentračním táboře Sachsenhausen, v barácích číslo 18 a 19. S cílem destabilizovat národní hospodářství spojeneckých zemí zde 144 židovských vězňů různých národností falšovalo bankovky. Vrchol produkce byl dosažen v roce 1943 s měsíčním počtem přibližně 650 000 bankovek.
Vyráběly se britské libry, dále od roku 1944 tehdejší jugoslávská měna a americké dolary. Bankovkami se realizoval nákup deviz a finančně podporovaly různé akce SS. Například špión Cicero (Elyesa Bazna) byl placen právě těmito bankovkami. Padělky byly tak dokonalé, že se přímo nedaly rozeznat od originálů. Při výslechu britskými spojenci však jeden z bývalých vězňů uměl padělky hned rozpoznat. Jako vysvětlení uvedl, že čerstvě vytištěné bankovky byly dále zpracovávány, aby získaly podobu použitých bankovek. Přitom byla použita metoda spojování bankovek sponkami, které v nich zanechávaly dírečky.
Padělky byly rozděleny do tříd A, B, C a D. Třídu A tvořily bankovky, které akceptovaly i banky. S bankovkami třídy B se vypláceli špioni v zahraničí. Bankovky třídy C byly určeny pro válečné tažení v Africe a třída D pro shazování nad anglickým územím. Bank of England stáhla po skončení války z oběhu všechny bankovky s hodnotou 50 liber a nahradila je novou sérií. Ke konci války bylo padělatelské nářadí, přístroje a zbylé falešné bankovky potopeny v Toplitzsee, odkud je v roce 1959 potápěči zčásti vylovili. Bernharda Krügera se podařilo zatknout. Dne 5. května 1945 byli vězni, kteří se účastnili padělání bankovek, předáni do rukou Červeného kříže.

## Adolf Burger

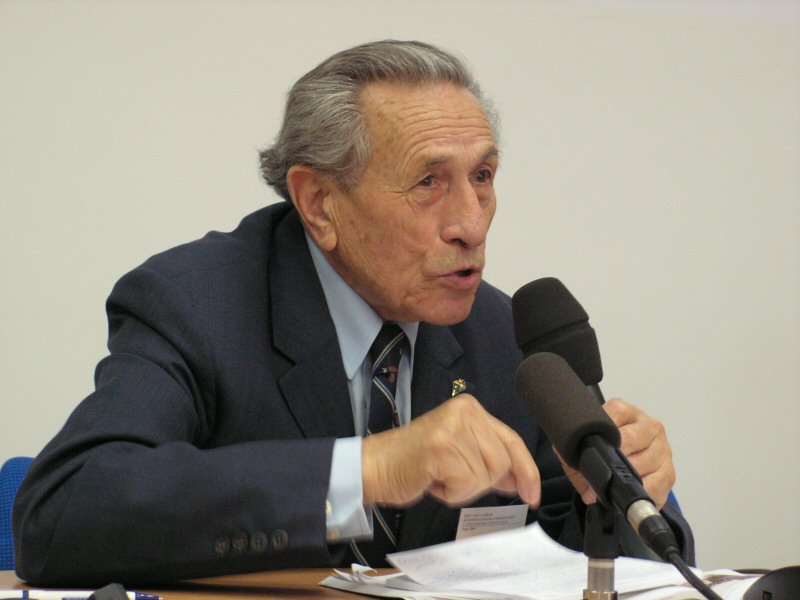
Adolf Burger

Adolf Burger, bývalý vězeň koncentračního tábora číslo 64401, původem z Veľké Lomnice z bývalého Československa, byl jedním z židovských vězňů, kteří se na této akci podíleli.
Adolf Burger napsal knihu popisující jeho cestu koncentračními tábory v letech 1942–1945 a život v padělatelském komandu. Kniha také obsahuje seznam všech vězňů pracujících v padělatelském komandu a nacistických pohlavárů podílejících se na padělání dokumentů a bankovek. V roce 2007 podle knihy natočil rakouský režisér Stefan Ruzowitzky celovečerní film Ďáblova dílna (Die Fälscher). Libry vyrobené při Operaci Bernhard tvoří dějovou zápletku v českém filmu Konec cesty, který v roce 1959 natočil režisér Miroslav Cikán. Od roku 1945 Burger žil až do své smrti v roce 2016 v Praze.

## Cíl operace
Původním cílem operace bylo zaplavit britskou ekonomiku falešnými bankovkami, a to z následujících důvodů:
- při zahlcení britské ekonomiky falešnými penězi by došlo k enormní inflaci,
- měna by ztratila důvěryhodnost, pokud by se veřejnost dozvěděla o oběhu padělaných bankovek.

Jelikož se falešná měna prodávala na mezinárodních finančních trzích, vznikaly nacistickému režimu značné zisky z tzv. ražebného.